# 軟腭化
軟腭化是一種輔音的次發音方式，即在發音時將舌頭背部抬升至軟腭處。
国际音标中，软腭化有4种表示方法：
- 横穿原字符的波浪符或搖擺線U+0334 ̴ COMBINING TILDE OVERLAY ，HTML：&#820;可表示软腭化、小舌化和咽化，如[ɫ]([l]的软腭化)
- 在原字符后加上标的ƔU+02E0 ˠ MODIFIER LETTER SMALL GAMMA ，HTML：&#736;，如⟨tˠ⟩(软腭化的[t])
- 与软腭擦音除阻相区分，用⟨ᵚ⟩[1]
- 上标⟨w⟩U+02B7 ʷ MODIFIER LETTER SMALL W表示同时的唇-软腭化，如⟨sʷ⟩或⟨pʷ⟩，或软腭音的唇化，如⟨kʷ⟩。

电子硬腭照相术研究表明，软腭化的程度可能是连续的，但没有任何语言有不同软腭化程度间的对立，因此IPA並無指明软腭化程度的符號。必需时，可用IPA惯例——双写符号表示更强的程度，如：⟨ˠˠ⟩。

## 见于

### 英语
软腭化齿龈边音即所谓“暗l”（dark L）。标准英音、通用美国英语等口音中，音素/l/有着“亮”“暗”变体：“暗”者是软腭化的[ɫ]，出现在韵尾位置(如full)；“亮”者是不软腭化的[l]，出现在声母位置(如lawn)。苏格兰英语、澳大利亚英语、标准加拿大英语中，所有位置都为“暗l”。

### 软腭化/l/
- 阿尔巴尼亚语亮l、暗ll有别
- 加泰罗尼亚语方言与音位变体
- 葡萄牙语方言与音位变体
- 土耳其语
- 库尔德语

许多语言中，软腭化往往出现于齿-舌冠音上，暗l倾向于是齿音或齿齿龈音，清l则倾向于后移到齿龈。:4

### 其他软腭化音
- 丹麦语/d/在部分环境下实现为软腭化的[ðˠ]。[4]
- 爱尔兰语和马绍尔语的软腭化辅音系统地与硬腭化辅音对立。[5]
- 相似地，俄语硬音有软腭化的同位异音，特别是前元音前与唇音、软腭音、边音相邻的硬音。[5][6]
- 苏格兰盖尔语鼻音、边音有[n ~ n̪ˠ ~ ɲ]、[l ~ l̪ˠ ~ ʎ]3向对立[7]
- 库尔德语有/ɫ/、/sˠ/、/zˠ/三种软腭化音，都与不软腭化形式对立。[8][9]
- 基里巴斯语有/mˠ/、/pˠ/、/βˠ/三种软腭化音，其中/mˠ/、/pˠ/两种与不软腭化形式对立。

硬腭化/软腭化对立也有许多其他名字，语言教学中最常见。

## 资料
- Recasens, Daniel; Fontdevila, J; Pallarès, Maria Dolores, , Journal of Phonetics, 1995, 23 (1–2): 37–52, doi:10.1016/S0095-4470(95)80031-X
- Recasens, Daniel; Espinosa, Aina, , Journal of the International Phonetic Association, 2005, 35 (1): 1–25, doi:10.1017/S0025100305001878
- Jones, Daniel; Ward, Dennis, , Cambridge University Press, 1969  [2022-01-31], ISBN 9780521153003, （原始内容存档于2022-02-16）